# ريمو غالي
ريمو غالي (بالإيطالية: Remo Galli)‏ (3 يوليو 1912 في إيطاليا - 12 يونيو 1993 في إيطاليا) هو مدرب كرة قدم ولاعب كرة قدم إيطالي في مركز الهجوم. لعب مع إنتر ميلان ونادي بيستويسي ونادي تورينو ونادي لوكيزي ونادي مودينا وScafatese Calcio 1922 ‏ ونادي براتو وإيه جي نوسرينا 1910 ‏ واتحاد مونتيكاتيني الرياضي ‏.

## وصلات خارجية
- ريمو غالي على موقع قاعدة بيانات كرة القدم.إي يو (الإنجليزية)